# Carpediemonas
Carpediemonas es un género de protistas flagelados. La célula mide unos 5 μm, tiene forma ovoide y está ligeramente comprimida lateralmente. Presenta un surco de alimentación ventral, en uno de cuyos lados hay un reborde membranoso. Generalmente tiene dos flagelos de longitud desigual que emergen del extremo anterior del surco ventral, pero de vez en cuando aparecen tres o cuatro flagelos. Además, presenta un orgánulo rodeado por membranas que parece ser los restos de un antiguo hidrogenosoma. Se supone que estos organismos proceden de antecesores con mitocondrias y que secundariamente las han perdido.